# Bodyrox
Bodyrox ist der Name eines britischen House-DJ-Duo bestehend aus Jon Pearn und Nick Bridges.

## Karriere
Die erste Single Yeah Yeah war zuerst 2005 als Bodyrox – Rock Ya Body herausgegeben. Am 30. Oktober 2006 kam eine Wiederveröffentlichung unter dem Namen „Bodyrox feat. Luciana – Yeah Yeah“. Das Lied hatte sowohl in Großbritannien wie auch in den Niederlanden und Finnland Charterfolge. Sehr erfolgreich war insbesondere der Remix von D. Ramirez. Die zweite Single hieß What Planet You On? (dt. Auf welchem Planeten bist du?).

## Diskografie

### Alben
- 2007 Generationext Mixed by Bodyrox

### Singles
- 2005: Jump
- 2006: Yeah Yeah (feat. Luciana)
- 2008: What Planet You On? (mit Luciana)
- 2008: Brave New World
- 2009: Shut Your Mouth
- 2010: We Dance On (N-Dubz featuring Bodyrox)